# Chassalia grandistipula
Chassalia grandistipula är en måreväxtart som beskrevs av Cornelis Eliza Bertus Bremekamp. Chassalia grandistipula ingår i släktet Chassalia och familjen måreväxter. Inga underarter finns listade i Catalogue of Life.